# ハールィチ・ヴォルィーニ大公国

ハールィチ・ヴォルィーニ
大公国
Галицько-Волинське князівство

ハールィチ・ヴォルィーニ大公国（ハールィチ・ヴォルィーニたいこうこく、ウクライナ語: Галицько-Волинське князівство）は、1199年から1349年の間に現在の西ウクライナを中心として存在したリューリク朝のルーシ系国家である。ガーリチ・ボルイニ公国とも表記される。1253年以降はルーシ王国 (ラテン語: Regnum Russiae)とも。

## 概要
ハールィチ・ヴォルィーニ大公国は、ルーシのハールィチ公国とヴォルィーニ公国という2つの公国の合併によって誕生した新しい大公国であった。13世紀の半ば、その大公国はモンゴルの侵略を受けたキエフの公朝の後継者となり、キエフ・ルーシの政治、伝統、文化などを受け継いだ主な国家となった。その国家は、ローマ教皇をはじめ、中世ヨーロッパの諸国の援助の元に反モンゴルの先陣の役割を果たしていた。
ハールィチ・ヴォルィーニ大公国はルーシ系の諸公国の中でもっとも大きい公国の一つであった。その領土は、現在の西ウクライナ、西ベラルーシ、東ポーランド、北東ハンガリー、モルドヴァを含めていたが、政治的・経済的・文化的中心はヴォロディームィル、ハールィチそしてリヴィウという西ウクライナの3つの都市にあった。
ハールィチ・ヴォルィーニ大公国は中央・東ヨーロッパにおいて活発な外交を展開した。ローマ教皇やドイツ騎士団と良好な関係を保つ一方、領土拡大を目指していた隣国、ポーランド王国・ハンガリー王国・リトアニア大公国とモンゴル人のジョチ・ウルスと攻防を繰り返していた。1245年にポーランド・ハンガリー両国と戦った際（ヤロスラヴの戦い）、大公国はジョチ・ウルスの宗主権を受け入れ属国化した。ローマ教皇インノケンティウス4世は1253年になってこれを危機と見て、大公に対し「王として戴冠する許可」を与えてジョチ・ウルスを牽制している（これをもってハールィチ・ヴォルィーニを王国、大公ダヌィーロ・ロマーノヴィチをルーシ王と見る向きもある）。1256年にバトゥが死去すると大公国はジョチ・ウルスの支配を逃れようと幾度か戦った。教皇は反モンゴル十字軍を呼びかけたが、ポーランド侵攻やハンガリー侵攻の記憶はまだ生々しく残っており、応じる国王や大公などおらず、1259年に独立の試みは失敗している。そもそもポーランドやハンガリーは、大公国がモンゴルと合従連衡を繰り返し長年にわたって彼らと敵対していたため既にもはや信頼をしておらず、彼らは大公国の支援にはまったく消極的だった。1259年の2度目のモンゴル侵攻では、ボレスワフ5世の領地であるクラクフやサンドミェシュが荒廃した。レーヴ・ダヌィーロヴィチは、1287年のノガイによる第三次ポーランド侵攻で、ハンガリー王国のザカルパッチャ地方を奪ってポーランド王国のルブリン州を占領、モンゴル人の力を借りて自分の領土を増やした上で、チェコ・リトアニア・ドイツ騎士団と同盟を結び、反モンゴル政策を鮮明にした。
ハールィチ・ヴォルィーニ大公国では君主の力が弱く、ボヤーレと呼ばれた貴族の影響力が非常に強かったため、国家は常に内乱に陥りやすい状態にあった。1340年に大公朝が絶えると、貴族は一時的に国を支配するようになったが、隣国の圧力に対してうまく抗することができなかった。
その後、ハールィチ・ヴォルィーニ大公国は、ポーランド王国とリトアニアの諸公の軍勢によって侵略され、分割された（ハールィチ・ヴォルィーニ戦争）。領土の帰属問題は半世紀にわたって東ヨーロッパ情勢の不安定要因だったが、1392年、最終的にハールィチ公国はポーランド王国領となり、ヴォルィーニ公国はリトアニアの支配下に置かれた。

## 史料と研究史

### 史料
ハールィチ・ヴォルィーニ大公国の歴史を復元するためには、その大公国と他国の年代記、大公・貴族の発給文書、それに考古学の発掘調査の成果などが用いられる。
11世紀以前のハルィチナーとヴォルィーニの歴史は『ルーシ年代記』において紹介されており、1117年 - 1199年の期間は『キエフ年代記』で取り上げられている。1205年 - 1259年の歴史は『ハールィチ・ヴォルィーニ年代記』が扱っている。後者の年代記は当大公国を研究する上で一番重要な史料とされている。
他国の主な史料のなかでは、ガルス・アノニムス（en）、ヴィンツェンティ・カドウベク（en）、ヤン・ドウゴシュが書いたポーランドの年代記、ハンガリーのクロニコン・ピクトゥム（en）、ドイツのティートマル・フォン・メルゼブルク（en）の年代記とドイツ騎士団の古文書などが存在する。また、ハールィチ・ヴォルィーニに関する不可欠な史料としてはローマ法王側の記録、とくにプラノ・カルピニの報告書も重視されている。
現存している発給文書の数は少ない。13世紀の文書は主に『ハールィチ・ヴォルィーニ年代記』に書き込まれているが、残りの14世紀の文書は1907年に出版されたコレクションの中で収集されている。

### 研究史
ハールィチ・ヴォルィーニに関する初の学術的考察は18世紀末、オーストリアの歴史学者、L.ゲプハルト、R.ホッペ、J.エンゲリによって行われた。1863年、リヴィウ大学教授、I.シャルネーヴィチは初めて『古代から1435年までにハールィチ・ヴォルィーニ のルーシの歴史』という本格的な研究を著わした。彼の仕事はS.スミルノフ・A.ビェリョウヴスキ・A.レヴィツキなどのオーストリア側の研究者が受け継いだ。
19世紀において旧ハールィチ・ヴォルィーニの領土はオーストリア帝国とロシア帝国の間に分割されていたため、オーストリアの学者はハールィチ地方を中心に、ロシアの学者はヴォルィーニ地方を中心に研究を進めていた。その研究は、ハールィチ・ヴォルィーニの政治史を明らかにするという目的で行われていたが、一方、両国が有する領土支配権を正当化して隣国の領土を要求するための政治的道具として利用されていたこともあった。20世紀前半はハールィチ・ヴォルィーニ地方はポーランド領となったが、ハールィチ・ヴォルィーニ大公国についての研究は衰退してきた。その主な理由は、ウクライナ分離主義運動を恐れていたポーランド政府は、大公国を運動のシンボルの一つとしてみなしていたからである。
1939年、ソ連は西ウクライナを奪い返したことによって、ソ連の歴史学者の間でハールィチ・ヴォルィーニは大人気のテーマとなった。B.グレーコフ、V.ピチェタ、V.パジュトの著作では社会経済史の新しい視点からハールィチ・ヴォルィーニの過去が見直された。19世紀の学者の政治史の研究成果と、20世紀の学者の社会経済史の研究成果は、1984年、I.クルィプヤケーヴィチの学術論文において統合された。

## 領域と人口

### 領土
ハールィチ・ヴォルィーニ大公国は12世紀末、ハールィチとヴォルィーニの両公国の統合によって創られた大公国であった。その大公国の領土は、シャン川、ドニステル川上流およびブク川の広い地域にまたがっていた。
大公国の本領は、東のトゥーロフ・ピンスク公国とキエフ公国、南のベルラードとジョチ・ウルス、西のハンガリー王国とポーランド王国、北のドイツ騎士団、リトアニアとポロツク公国と接していた。ハールィチ・ヴォルィーニでは、プリピャチ川の諸支流は東の境、ボジ川・プルト川・セレト川の上流は南の境、カルパチア山脈、シャン川とウェプル川の河岸地域は西の境をなしていた。それに対して、北の境ははっきりと定められていたことなく、リトアニアの部族との戦争成果に応じて進退したりしていた。
| 13世紀半 - 14世紀前半における ハールィチ・ヴォルィーニ大公国の領土 13世紀半の 大公国 大公国による 領土拡大 (年) ルーシの 外の諸公国 ジョチ・ウルス ハンガリー王国 ポーランド王国 ドイツ騎士団 リトアニア 大公国内の 州の堺 主な通商路 ルーシの 諸公国の国境 「公座の都市」 キエフ チェルニーヒウ ペレヤースラウ ホロドク ピンシク トゥーロウ ヴォロディームィル ハールィチ メンシク スルーチェシク ドゥブローヴィツャ ステパーニ ホルチェヴシク オーヴルチ イスコロステーニ ヴォズヴャーヘリ コロジャージェン フーヴィン メジボージ ノヴホロドク ヴァルホヴィーシク ロードカ ムカーチェヴェ コシツェ サンドミル ルブリン ホルム チェルヴェン ステイシク ヴィズナ ヴィリシク ドロホチン カムヤネツィ コブルィン ベレスチャ ヴォロダヴァ リュヴォムリ ベルズ ズヴェヌィホロド リヴィウ ブジシク ペレームィシィリ ヤロスラウ シャノク サンビール ルーツィク ドロホブジ ペレソプヌィーツャ ドゥベン クレムヤネツィ ザスラヴリ テレヴォビリ コロムィーヤ ヴァスィーリウ チェルン オクト ボロト ウシツャ キエフ公国 トゥーロウ・ピンシク公国 ポロツィク公国 黒ルーシ ザカルパッチャ州 (1230年-1240年) (1230年代) (1252年-1254年) (1280年-1320年) (1289年-1302年) (1251年-1252年) (1254年) ハールィチ公国 ベレスチャ州 ホルム州 ヴォルィーニ公国 ベルズ州 ルーツィク州 ドニプロー川 ボジ川 ドニステル川 プルト川 セレト川 ティサ川 ヴィスワ川 シャン川 ブーフ川 ネマン川 プルィーピヤチ川 ヴェプル川 |

### 国内区分
ハールィチ・ヴォルィーニ大公国は、南のハールィチ公国と北のヴォルィーニ公国という二つ中央の公国から成り立っていた。その両公国の境界線は、ハールィチ側の町であるヤロスラウ・リヴィウ・ズヴェヌィホロド・テレヴォビリと、ヴォルィーニ側の町であるステイシク・ベルズ・クレメテツィとの間におかれていた。両公国はいくつかの「分公国」にわかれ、その分公国は中央の公国に属し、大公たちの子息あるいは在地の公たちによって治められていた。
公式的にヴォルィーニ公国は、その首都であるヴォロディームィルにちなんでヴォロディームィル公国とよばれ、13世紀初頭までは全ヴォルィーニ地方を支配していた。しかし13世紀以降、その公国は大公たちの子息の家督分配と貴族争いによって「分公国」にわかれた。中央の公国は、相変わらずヴォロディームィルの公座を中心としたヴォロディームィル公国に残っていたが、その東はルーツィクを公座（首都）とするルーツィク公国、南はベルズを公座とするベルズ公国、西はホルムを公座とするホルム公国、北はベレスチャを公座とするベレスチャ公国が存在していた。さらに、夫々の分公国内にはより小さな公国あるいは領地があったが、詳細ははっきりしていない。
ハールィチの地方もヴォルィーニと同様に「分公国」から成り立っていた。それは、中央の公国はハールィチを公座とするハールィチ公国、北のズヴェヌィホロドを公座とするズヴェヌィホロド公国、西のペレームィシュリを公座とするペレームィシュリ公国、そして東のテレヴォビリを公座とするテレヴォビリ公国であった。それにくわえて、ドニステル川の中流地域も自治権を保っている領地が存在し、それはハールィチ公国に臣従していた。ハールィチの諸分公国は13世紀半ばまで存在したが、それ以降はダヌィーロ大公が統一したハールィチ公国の中で融合された。
13世紀後半になると、ハールィチ・ヴォルィーニの大公たちは中央政権を強めると意図し、残りの「分公国」を廃止し、その代わりに「州」を設置した。14世紀において「公国」という名称は、ハールィチとヴォルィーニしか使わなかったのである。

### 人口
ハールィチ・ヴォルィーニの人口に関する資料は非常に少なく、人口を推算することは困難である。ハールィチ・ヴォルィーニ年代記によれば、大公たちは国政調査を行っていたという記録があるが、具体的な数字はない。人口構成を復元するためには文献にでくる都市の目録がしばしば使用されているが、そういった目録は不十分な点が多くある。
ハールィチ・ヴォルィーニの人口は、自然増加のほかに、モンゴル人の支配下におかれていたルーシの難民と、隣国で捕虜としてとった町民・農民の強制的移住のおかげで人工的に増加していた。地誌学の研究によれば、大公国の主な民族は現代のウクライナ人の直接の祖先に当たるルーシ人であったが、それらとともに少数派のポーランド人、リトアニア人、クマン人が共存していた。また大公国の都市ではドイツ、アルメニア、クリミアの商工業者の共同体も活躍していた。

## 参考記

### 注
1. ↑  ウクライナの歴史 日本ウクライナ友好協会ＫＲＡＩＡＮＹ
2. ↑  『ガーリチ･ボルイニ公国』 - コトバンク
3. ↑  I・クルィプヤケーヴィチ『ハールィチ・ヴォルィーニ公国』キエフ、1984年、頁9-10.
4. ↑   I. クルィプヤケーヴィチ『ハールィチ・ヴォルィーニ公国』キエフ、1984年、頁10-13.

### 史料
- ハールィチ・ヴォルィーニ年代記
- ハールィチ・ヴォルィーニ年代記～現代ウクライナ語訳
- リトアニア・ベラルーシの諸年代記
- ルーシの遠近都市の目録
- 「クロニクム・ピクトゥム」の画像
- 史料の目録；I.クルィプヤケーヴィチ『ハールィチ・ヴォルィーニ公国』による
- 『ボレスラヴ・ユーリイ2世、全小ルーシの公』、資料・論文の収集、サンクトペテルブルク、1907年　（Болеслав-Юрий II, князь всей Малой Руси: Сборник материалов и исследований. — Санкт-Петербург, 1907）

### 文献

#### 日本語
- 伊東孝之、井内敏夫、中井和夫 編『ポーランド・ウクライナ・バルト史』山川出版社、東京〈世界各国史; 20〉、1998年。ISBN 4-634-41500-3。NDLBibID: 000002751344。
- 黒川祐次『物語ウクライナの歴史 : ヨーロッパ最後の大国』中央公論新社、東京〈中公新書; 1655〉、2002年。ISBN 4-121-01655-6。NDLBibID: 000003673751。

#### キリル文字
- （ウクライナ語） I.クルィプヤケーヴィチ『ハールィチ・ヴォルィーニ公国』キエフ、1984年
- （ウクライナ語）　V.コヴァレンコ 「12世紀ー13世紀におけるチェルニーヒヴとハーリチ」『中世時代におけるハールィチとヴォルィーニ』リヴィウ、 2001年、頁154-165.
- （ウクライナ語） M.コトリャール『ハールィチのダヌィーロ公』キエフ、1979年（Котляр М. Ф. Данило Галицький. — Київ, 1979.）
- （ロシア語）　M.アンドリヤジェフ『14世紀末までのヴォウルィーニ地方史』キエフ、1887年（Андрияшев А. М. Очерки истории Волынской земли до конца XIV ст. Киев, 1887.）
- （ロシア語） 『ハールィチ史雑誌』、1854年（Галицкий исторический сборник, 1854, вып. 2.）
- （ロシア語） B.グレーコフ『カルパチア地方のスラヴ人の古代運命』モスクワ、1940年（Греков Б.Д. Древнейшие судьбы славянства в Прикарпатских. областях // Вестник АН СССР. 1940. № 11-12.）
- （ロシア語） B.グレーコフ『ルーシの農民』モスクワ、1952年（Греков Б.Д. Крестьяне на Руси. – Москва,1952.）
- （ロシア語） P.イワノフ『古代から14世紀末までのヴォルィーニ地方の歴史的運命』オデッサ、1895年（Иванов П. А., Исторические судьбы Волынской земли с древнейших времен до конца XIV века, Одесса, 1895.）
- （ロシア語） 「地域の歴史と民俗学の資料」『ヴォルィーニ県の報告書』1854年（Материалы для истории и этнографии края. — Волынския губернския ведомости, 1854.）
- （ロシア語） V.パシュート『ハールィチ・ヴォルィーニのルーシの歴史』モスクワ、1950年（Пашуто В. Т., Очерки по истории Галицко-Волынской Руси. — Москва, 1950.）
- （ロシア語） М.シャブリド 『リトアニア大公国における南西ルーシの領地』キエフ、1987年

#### ラテン文字
- （ドイツ語） Gebhard L. A. Geschichte des Konigreiches Galizien, Lodomerien und Rotreussen. — Pest, 1778;
- （ドイツ語） Engel J. Ch. Geschichte von Halitsch und Vlodimir. — Wien, 1792.
- （ドイツ語） Harasiewicz M. Berichtigung der Umrisse zu einer Geschichte der Ruthenen. — Wien, 1835.
- （ドイツ語） Hoppe L A. Geschichte des Konigreiches Galizien und Lodomerien. — Wien, 1792.
- （ドイツ語） Lewicki A. Ruthenische Teilfürstentümer. — In: Österreichische Monarchie im Wort und Bild Galizien. Wien, 1894.
- （ラテン語） Harasiewicz M. Annales ecclesiae Ruthenae. — Leopoli, 1862.
- （ポーランド語） Bielowski A. Halickowlodzimierskie księstwo. — Biblioteka Ossolińskich., t. 4.
- （ポーランド語） Bielowski A. Królewstwo Galicji (o starem księstwie Halickiem). — Biblioteka Ossolińskich, 1860, t. 1
- （ポーランド語） Siarczyński F. Dzieje księstwa niegdyś Przemyślskiego. — Czasopism naukowy Biblioteki im. Ossolińskich, 1828, N 2/3;
- （ポーランド語） Siarczyński F. Dzieje niegdyś księstwa Belzkiego i miasta Belza. — Czasopism naukowy Biblioteki im. Ossolińskich, 1829, N 2.
- （ポーランド語） Stecki J. T. Wołyń pod względem statystycznym, historycznym i archeologicznym. — Lwów, 1864
- （ポーランド語） Zubrzycki D. Rys do historii narodu ruskiego w Galicji i hierarchii cerkiewnej w temże królewstwie. — Lwów, 1837.
- （ポーランド語） Zubrzycki D. Kronika miasta Lwowa. — Lwów, 1844.